# چیشمی (شهرستان میاکینسکی، باشقیرستان)
چیشمی (انگلیسی: Chishmy, Miyakinsky District, Republic of Bashkortostan) یک شهرک در شهرستان میاکینسکی استان باشقیرستان کشور روسیه است.